# Wataga (Illinois)
Wataga es una villa ubicada en el condado de Knox en el estado estadounidense de Illinois. En el Censo de 2010 tenía una población de 843 habitantes y una densidad poblacional de 377,15 personas por km².

## Geografía
Wataga se encuentra ubicada en las coordenadas 41°1′31″N 90°16′32″O / 41.02528, -90.27556. Según la Oficina del Censo de los Estados Unidos, Wataga tiene una superficie total de 2.24 km², de la cual 2.24 km² corresponden a tierra firme y (0%) 0 km² es agua.

## Demografía
Según el censo de 2010, había 843 personas residiendo en Wataga. La densidad de población era de 377,15 hab./km². De los 843 habitantes, Wataga estaba compuesto por el 96.56% blancos, el 0.83% eran afroamericanos, el 0.12% eran amerindios, el 0.12% eran asiáticos, el 0% eran isleños del Pacífico, el 0.47% eran de otras razas y el 1.9% pertenecían a dos o más razas. Del total de la población el 2.37% eran hispanos o latinos de cualquier raza.